# Fred Funk
Frederick "Fred" Funk (født 14. juni 1956 i Takoma Park, Maryland, USA) er en amerikansk golfspiller, der pr. juli 2008 står noteret for 8 sejre på PGA Touren. Hans bedste resultat i en Major-turnering er en 4. plads ved US PGA Championship i 2002.
I 2004 repræsenterede Funk det amerikanske hold ved Ryder Cupen, hvor holdet dog tabte til Europa.